# حلمي إيليزا
حلمي إيليزا (20 يناير 1983 في ماليزيا - ) هو لاعب كرة قدم ماليزي في مركز حراسة المرمى. شارك مع منتخب ماليزيا لكرة القدم. أما مع النوادي، فقد لعب مع نادي كيدا دارول أمان ونيجري سمبيلان ‏ وفيلدا يونايتد وPolis Diraja Malaysia FC ‏.

## وصلات خارجية
- حلمي إيليزا على موقع قاعدة بيانات كرة القدم.إي يو (الإنجليزية)
- حلمي إيليزا على موقع ناشيونال فوتبول تيمز (الإنجليزية)
- حلمي إيليزا على موقع Soccerway.com (الإنجليزية)